# Лесная пчеловидка
Пчеловидка лесная, пчеловидка рощевая (Eristalis arbustorum) — европейский вид мух-журчалок из подсемейства Eristalinae.

## Распространение
Распространена в Магаданской, Хабаровской и Амурской областях, в Приморском крае, на Сахалине и Курильских островах, в европейской части России и в Сибири, а также в Корее, на Кавказе, в Средней Азии, Афганистане, Иране, Казахстане, Сирии, Западной Европе, на Азорских островах, в Ориентальной области и в Северной Америке.

## Описание
Муха длиной 9—11 мм, длина крыльев 8—11 мм, длина хоботка до пяти мм. Крылья прозрачные или с тёмными пятнами посередине. Голова едва шире переднеспинки. T3 снизу в базальной трети с чёрными шипиками и щетинками.

## Экология и местообитания
Личинки живут в грязных водоёмах, где питаются остатками мёртвой растительности. Взрослые мухи питаются в основном нектаром, реже пыльцой, следующих растений: борщевика (Heracleum sphondylium) и некоторыми видами астровых (Asteraceae).

## Галерея

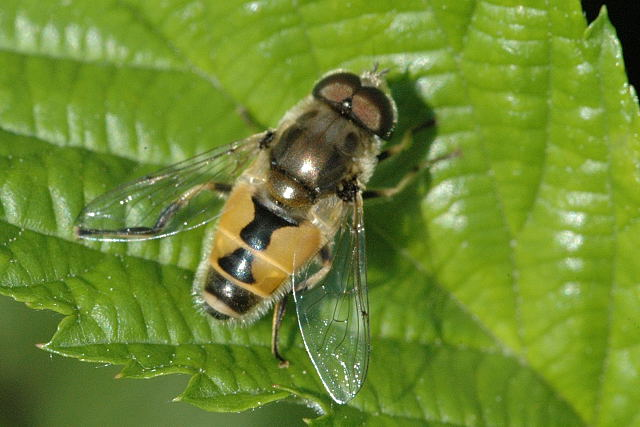
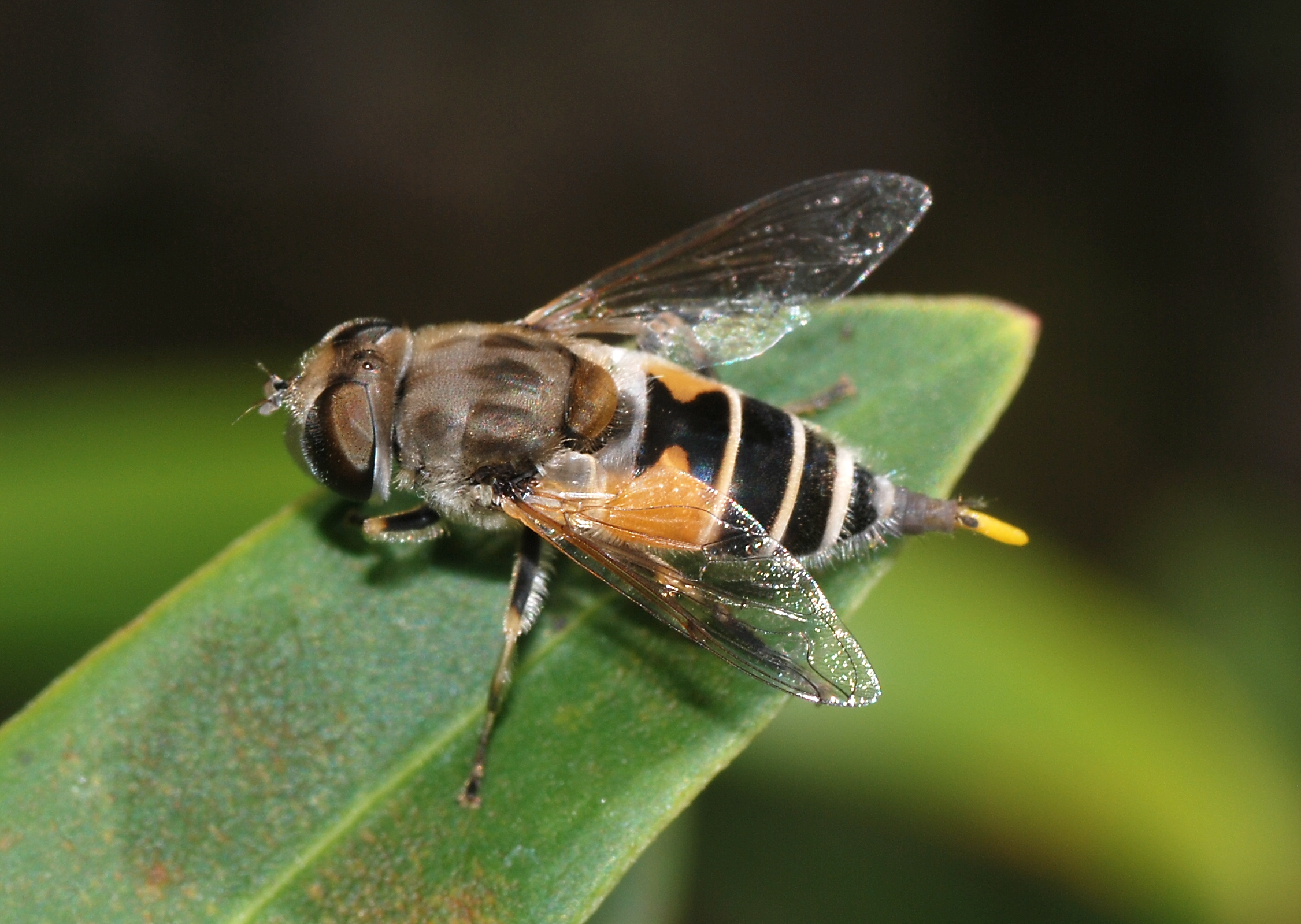
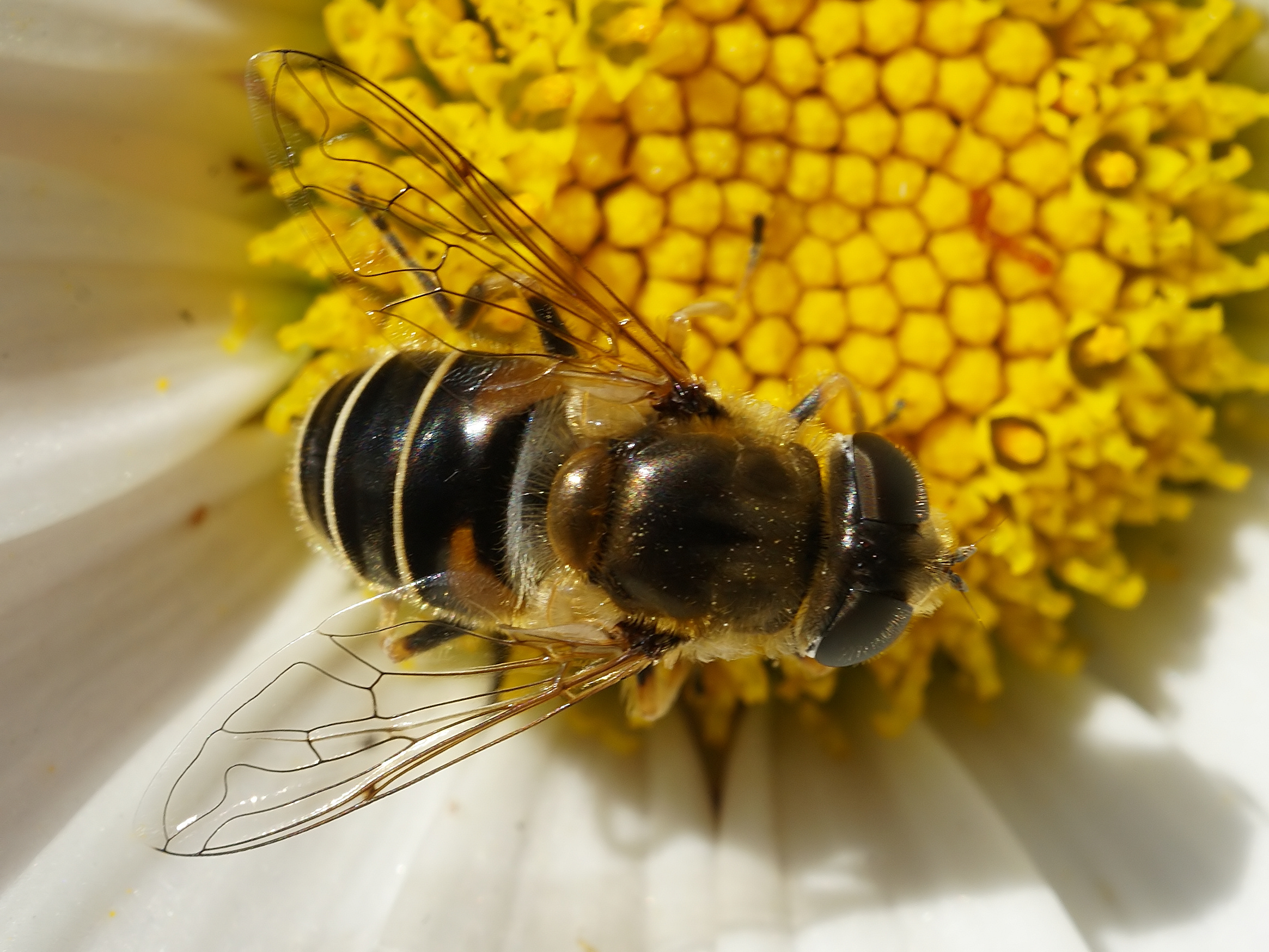
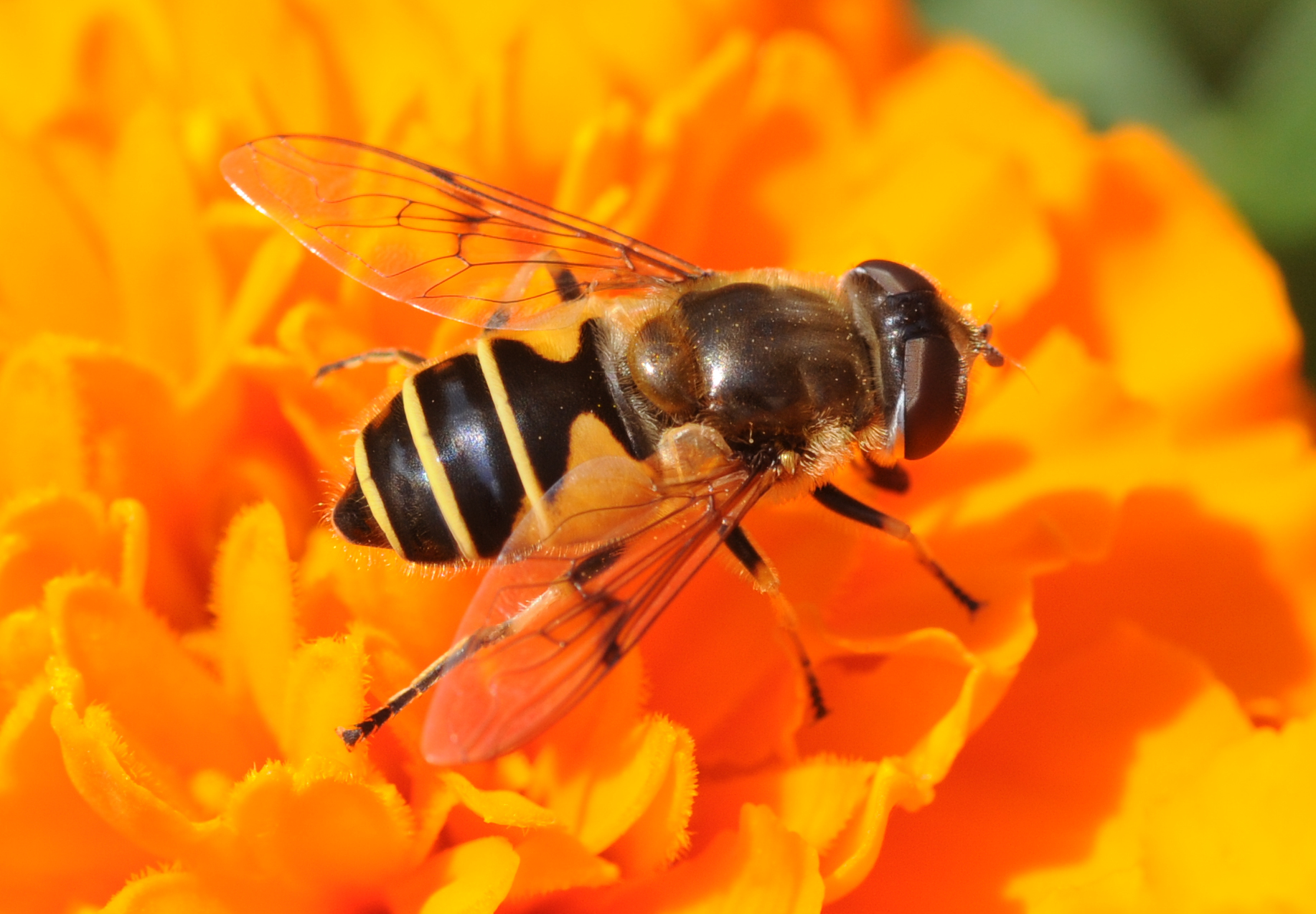